# Penguin (Schiff)
Die Penguin war ein 1864 in Dienst gestelltes Passagierschiff der neuseeländischen Reederei Union Steam Ship Company, das für den Passagierverkehr zwischen der Nord- und der Südinsel Neuseelands eingesetzt wurde. Am 12. Februar 1909 sank das Schiff bei stürmischem Wetter in der Meerenge Cookstraße vor dem Eingang des Wellington Harbour, nachdem es mit einem Unterwasserfelsen kollidiert war. Von den 102 Passagieren und Besatzungsmitgliedern überlebten nur 30. Mit 72 Todesopfern stellt der Untergang der Penguin das schwerste Schiffsunglück Neuseelands im 20. Jahrhundert dar.

## Das Schiff

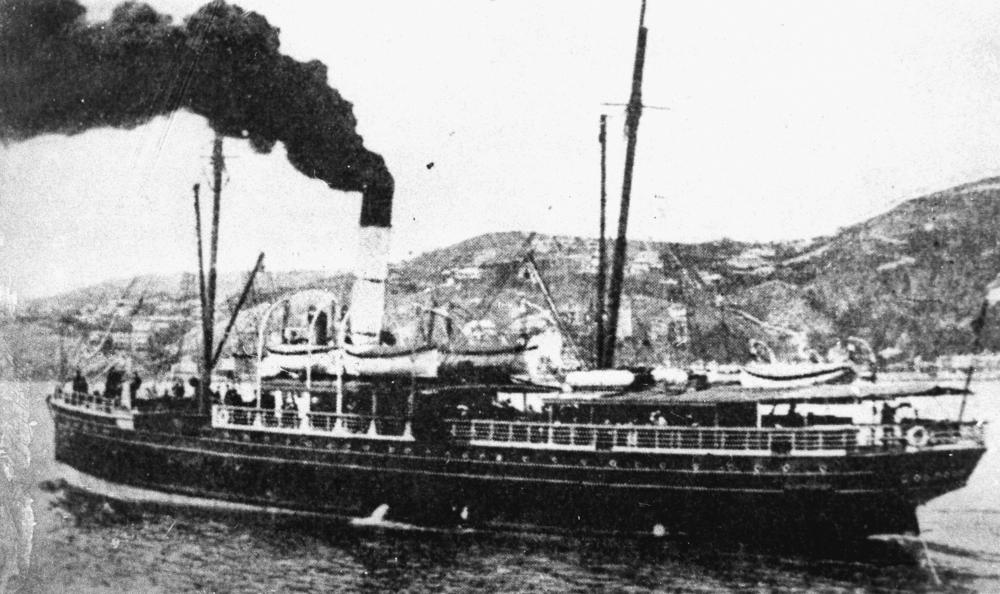

Das Dampfschiff Penguin wurde 1864 von der Werft Tod and MacGregor in Partick, einem Stadtteil von Glasgow, für die britische Reederei G. & J. Burns gebaut. Es war 67,5 m lang und 8,7 m breit und hatte einen einzelnen Schornstein und einen Einzelpropeller. Der aus Eisen gebaute Dampfer war ursprünglich 749 BRT groß, wurde aber später vergrößert.
Die Penguin pendelte ursprünglich zwischen Glasgow und Liverpool und galt als einer der schnellsten und verlässlichsten Dampfer in der Irischen See. 1879 kaufte die neuseeländische Reederei Union Steam Ship Company die Penguin, die sie als Fähre für den Inlandsverkehr zwischen den neuseeländischen Hauptinseln einsetzte. Das Schiff pendelte nun regelmäßig zwischen Nelson und Picton auf der Südinsel und Wellington auf der Nordinsel.

## Untergang
Am Sonntag, dem 12. Februar 1909 legte die Penguin bei klarem Wetter in Picton zu einer weiteren Überfahrt nach Wellington ab. Dabei musste das Schiff die Meerenge Cookstraße durchqueren. Das Kommando hatte Kapitän Francis Edwin Naylor, ein ehemaliger Hafenkapitän und Lotse, der seit zwölf Jahren im Dienst der Reederei stand. An Bord befanden sich 61 Passagiere und 41 Besatzungsmitglieder, insgesamt 102 Personen. Für einige Zeit wurde die Penguin von dem berühmten Delfin Pelorus Jack begleitet. Kapitän Naylor wollte die in der Gegend von Tongue Point vorkommenden gefährlichen Riffs und Felsen umfahren. Als das Schiff gegen 21.00 Uhr abends die offenen Gewässer der Cookstraße erreichte, setzte ein heftiger Sturm ein. Aufgrund des Sturms, der Dunkelheit und des massiven Regens war es unmöglich, Land zu erkennen und das Schiff entsprechend zu steuern.
Aus südlicher Richtung traten zusätzlich starke Winde auf. Da der Pencarrow-Leuchtturm am Eingang zum Wellington Harbour nicht planmäßig um 22.00 Uhr ausgemacht werden konnte, ordnete Kapitän Naylor kurz nacheinander zwei Kursänderungen an, die das Schiff aus dem Sturm und der möglichen Gefahrenzone herausbringen sollten. Er wollte wieder in die offene See und weg von der Felsenküste, bis sich das Wetter gebessert hatte. Er sagte später aus, dass er sich aufgrund der extrem begrenzten Sichtverhältnisse nur noch auf seine eigene Einschätzung der Lage verlassen konnte.
Das Schiff war dem Land bereits näher als gedacht. Bei völliger Dunkelheit wurde die Penguin um 22.02 Uhr vor Cape Terawhiti von einem dröhnenden Aufprall erschüttert, als sie auf den Unterwasserfelsen Thoms Rock lief. Die hohen Wellen rissen das Schiff zurück ins Wasser, sodass durch die entstandenen Löcher im Rumpf sofort Wasser eindringen konnte. Nachdem es offensichtlich wurde, dass die Pumpen das Schiff nicht retten würden, wurde mit der Evakuierung der Penguin begonnen.
Passagiere und Crew zeigten zunächst keine Anzeichen von Panik und verhielten sich den Umständen entsprechend ruhig und diszipliniert. Die Rettungsboote, von denen die Penguin genug für alle an Bord hatte, wurden mit Frauen und Kindern besetzt, aber nur zwei konnten in der kurzen Zeit zu Wasser gelassen werden. Das erste wurde von einer riesigen Woge überrollt und sank; keiner der Insassen überlebte. Auch das zweite Boot kenterte in der schweren See. Das Schiff wurde in die Luft gesprengt, nachdem das kalte Seewasser die Kesselräume erreichte und die aufgeheizten Dampfkessel zum Explodieren brachte.
24 Menschen schafften es, sich auf hölzerne Flöße zu retten und erreichten Stunden später die Küste. Sechs weitere überlebten im zweiten Boot, nachdem dieses wieder aufgerichtet worden war. Schafhirten von einer nahen Farm waren die ersten, die am Unglücksort eintrafen. Die insgesamt 30 Überlebenden, 16 Crewmitglieder und 14 Passagiere, wurden auf Pferden über den Fluss Karori nach Wellington gebracht. Bei Sonnenaufgang wurden erste Trümmer bei Cape Terawhiti und Sinclair Head an Land gespült.
Eine Untersuchungskommission, die dem Untergang der Penguin folgte, war der Ansicht, dass Fehler bei der Navigation des Schiffs seitens Kapitän Naylor zu dem Unglück geführt hatten. Naylor, der überlebt hatte, wurden Fahrlässigkeit und entscheidende Missgriffe in Bezug auf die Kursänderungen vorgeworfen. Er wurde für ein Jahr vom Dienst suspendiert. Ihm wurde jedoch auch zugutegehalten, dass er alles in seiner Macht Stehende getan hatte, um so viele Leben wie möglich zu retten. Im Nachhinein entwickelte sich aber auch die Erkenntnis, dass der Sturm, die starken Strömungen und die Flut in hohem Maße für das Unglück mitverantwortlich waren, da diese Faktoren das Schiff wesentlich von seinem Kurs abgebracht hatten.
Nur wenige Meilen von dem Punkt, an dem die Penguin sank (41° 18′ 25,2″ S, 174° 30′ 12,6″ O), verunglückte 1968 die Fähre Wahine mit dem Verlust von 53 Menschenleben.

## Die Opfer
47 Passagiere und 25 Besatzungsmitglieder kamen ums Leben, darunter alle elf Kinder an Bord. Von den 20 Frauen überlebte als einzige die schwangere Passagierin Ada Hannam aus Picton, die unter einem gekenterten Rettungsboot gefangen gewesen war. Sie hatte ihren Ehemann und ihre vier Kinder verloren. Sie wurde zur Heldin erklärt, da sie mitgeholfen hatte, den jüngsten Überlebenden, Ellis Matthews, zu retten.
Auch die beiden Stewardessen der Penguin, Alice Jacobs und Annie Hope, wurden von Überlebenden und Presse gelobt. Die beiden Frauen verteilten Schwimmwesten, redeten beruhigend auf die Passagiere ein und halfen ihnen, die Boote zu besteigen. Beide kamen um. Die Menschen berührte auch besonders das Schicksal der McGuire-Geschwister. Der Junge und die drei Mädchen im Alter von fünf bis zwölf Jahren hatten einige Zeit in einem Kinderheim gelebt und waren auf der Penguin unterwegs, um wieder bei ihrem verwitweten Vater zu leben, der erst wenige Tage zuvor erneut geheiratet hatte.
Bergungskräfte suchten die felsigen Küstenabschnitte ab und bargen mithilfe von Booten und Flößen zahlreiche Leichen, die in der Brandung trieben oder auf den Klippen lagen. Bis auf 13 wurden alle Todesopfer gefunden. Sie wurden von dem Bergungsschiff Terawhiti nach Wellington verschifft und an der Pier Miramar Wharf an Land gebracht. Am 16. Februar 1909 fand in Wellington eine öffentliche Beerdigung statt. Anlässlich dieses Ereignisses wurde in der Stadt für einen Tag die Arbeit nieder gelegt. Das Unglück traf die Stadt besonders hart, da viele Passagiere von dort stammten und die Reederei dort ihren Sitz hatte. Das öffentliche Leben kam vorübergehend zum Erliegen.
Die meisten Opfer der Penguin wurden im römisch-katholischen Abschnitt des Karori-Friedhofs in Wellington beigesetzt. Die Örtlichkeit ist Besuchern zugänglich. Die Besucher haben die Möglichkeit, dem Penguin Self Guided Walk durch das Gelände zu folgen. Dabei handelt es sich um einen ausgeschilderten Weg, der durch den Friedhof führt und auf die mit speziellen Hinweisen versehenen Gräber der Penguin-Passagiere hinweist. Der Gang dauert zwischen 90 Minuten und zwei Stunden.

## Gedenken
Am 100. Jahrestag der Katastrophe wurde von der amtierenden Bürgermeisterin von Wellington, Kerry Prendergast, in Tongue Point nahe dem Unfallort eine Gedenkplakette eingeweiht.